# Монровия (Калифорния)
Монро́вия (англ. Monrovia) — город, расположенный в предгорье Сан-Габриель в округе Лос-Анджелес, Калифорния, США. Население 36 590 по переписи 2010 года. Монровия широко используется для съемок многих телевизионных шоу, фильмов и рекламных роликов.

## История

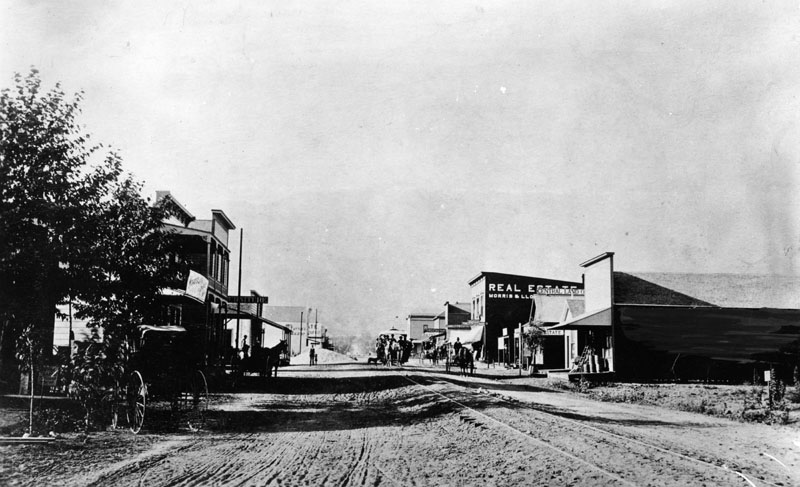
Монровия, 1886 год

Монровия основана в 1887 году. Название произошло от того, что люди, путешествующие между Лос-Анджелесом и Сан-Бернардино, проезжали через ранчо Монро, давшее название городу.
Около 500 года до нашей эры, на территории нынешней долины Сан-Габриэль жило племя шошонов. Эти коренные американцы стали называться испанскими исследователями «габриэлино», но в настоящее время их называют «тонгва». «Тонгва» не были фермерами, они собирали дикие семена, ягоды и растения вдоль рек и на болотах. Благодаря огромному количеству вечнозелёных дубов, племя питалось отварными желудями. 

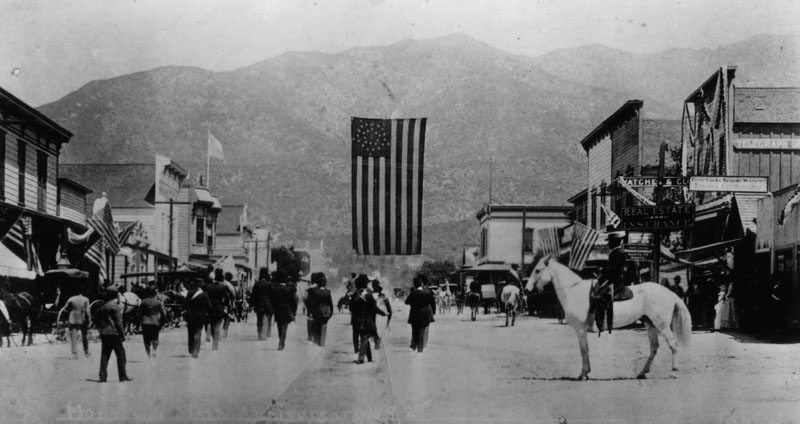
Монровия, 1892 год

В 1769 году, когда вся Калифорния была захвачена королём Испании, европейцы впервые посетили долину Сан-Габриэль, в том числе и Монровию. Экспедиция из Сан-Диего прошла по пути в Монтерей-Бей, под командованием дона Гаспара Портола. Сопровождающие Портола были отец Серра Хуниперо, Хуан Креспи, мемуарист экспедиции. Многое из того, что известно об истории Калифорнии известно только благодаря описаниям Креспи.
В 1771 году орден францисканцев создал миссию Архангела Сан-Габриэль в долине Сан-Габриэль. Церковь была точкой отдыха для ранних путешественников Калифорнии и приучила «тонгва» к сельскохозяйственной жизни. После мексиканской революции в 1839 году, земли миссии были национализированы.
В 1841 году губернатор Калифорнии Хуан Альварадо отдал Ранчо Азуса де Дуарте Андресу Дуарте, мексиканскому солдату, и затем он отдал Ранчо-Санта-Анита Уго Риду, мексиканцу, который родился в Шотландии. Монровия состоит из частей этих двух ранчо.
Ранчо-Санта-Анита несколько раз переходило из рук в руки, прежде чем известный мультимиллионер Элиас Джексон Болдуин приобрел его в 1875 году. В том же году его инвестиционная компания Лос-Анджелесе начала разделение и продажу участков многих его ранчо. В 1883 году 240 акров (970 000 м ²) Ранчо-Санта-Анита были проданы Вильяму Монро за 30 000 $.
В 1903 году была основана газета Monrovia News. В том же году была открыта железнодорожная линия Pacific Electric для обеспечения сообщения с Лос-Анджелесом. 

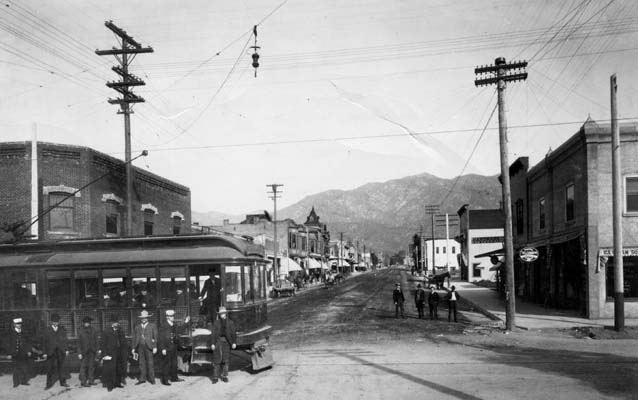
Железнодорожная линия Pacific Electric в 1903 году

Городской совет по типу правительства был учрежден в 1923 году.
В 1937 году Патрик Макдональд открыл небольшой ресторан в старом аэропорту Монровии, который назывался «Аэродромный» (гамбургеры стоили десять центов, и апельсиновый сок пять центов); ресторан работал в аэропорту до 1940 года, когда он и его сыновья, Морис и Ричард, перенесли заведение в Сан-Бернардино на углу 14 и E улицы переименовав его «McDonald's». В 1955 году Макдональд передал бизнес предпринимателю Рэю Кроку. В 1961 году Крок приобрел права на бизнес за 2,7 миллиона $. В течение многих лет после основания корпорации McDonald's Де-Плейнс, штат Иллинойс считался первым городом, где открылся ресторан, и только недавно первым городом всё же признали Сан-Бернардино.
Дважды (1995, 2024) город был награждён премией All-America City Award (с англ. — «Всеамериканский город») присуждаемой Национальной гражданской лигой, которую неофициально называют «Нобелевской премией за конструктивное гражданство» и которая выдается за активную гражданскую позицию жителей некорпоративных сообществ Соединённых Штатов в жизни местного самоуправления.

## Климат
Климат Монровии - средиземноморский, типичный для округа Лос-Анджелес, с дождливой, тёплой зимой и жарким, засушливым летом. Вследствие более удаленного от Тихого океана положения летние температуры в Монровии выше, чем в Лос-Анджелесе, тогда как зимы несколько прохладнее.
| Показатель                    | Янв. | Фев. | Март | Апр. | Май  | Июнь | Июль | Авг. | Сен. | Окт. | Нояб. | Дек. | Год  |
| ----------------------------- | ---- | ---- | ---- | ---- | ---- | ---- | ---- | ---- | ---- | ---- | ----- | ---- | ---- |
| Средний суточный максимум, °C | 20,0 | 21,0 | 21,4 | 23,7 | 25,5 | 28,4 | 32,1 | 32,4 | 31,0 | 27,8 | 23,1  | 20,2 | 25,6 |
| Средняя температура, °C       | 12,8 | 13,8 | 14,6 | 16,5 | 18,7 | 21,3 | 24,2 | 24,6 | 23,2 | 20,1 | 15,7  | 12,8 | 18,2 |
| Средний суточный минимум, °C  | 5,6  | 6,7  | 7,8  | 9,4  | 11,9 | 14,2 | 16,3 | 16,8 | 15,4 | 12,4 | 8,3   | 5,4  | 10,9 |
| Норма осадков, мм             | 95   | 97   | 82   | 32   | 8    | 2    | 1    | 4    | 11   | 12   | 54    | 60   | 458  |
| Источник: Климат Монровии     |      |      |      |      |      |      |      |      |      |      |       |      |      |

## Транспорт

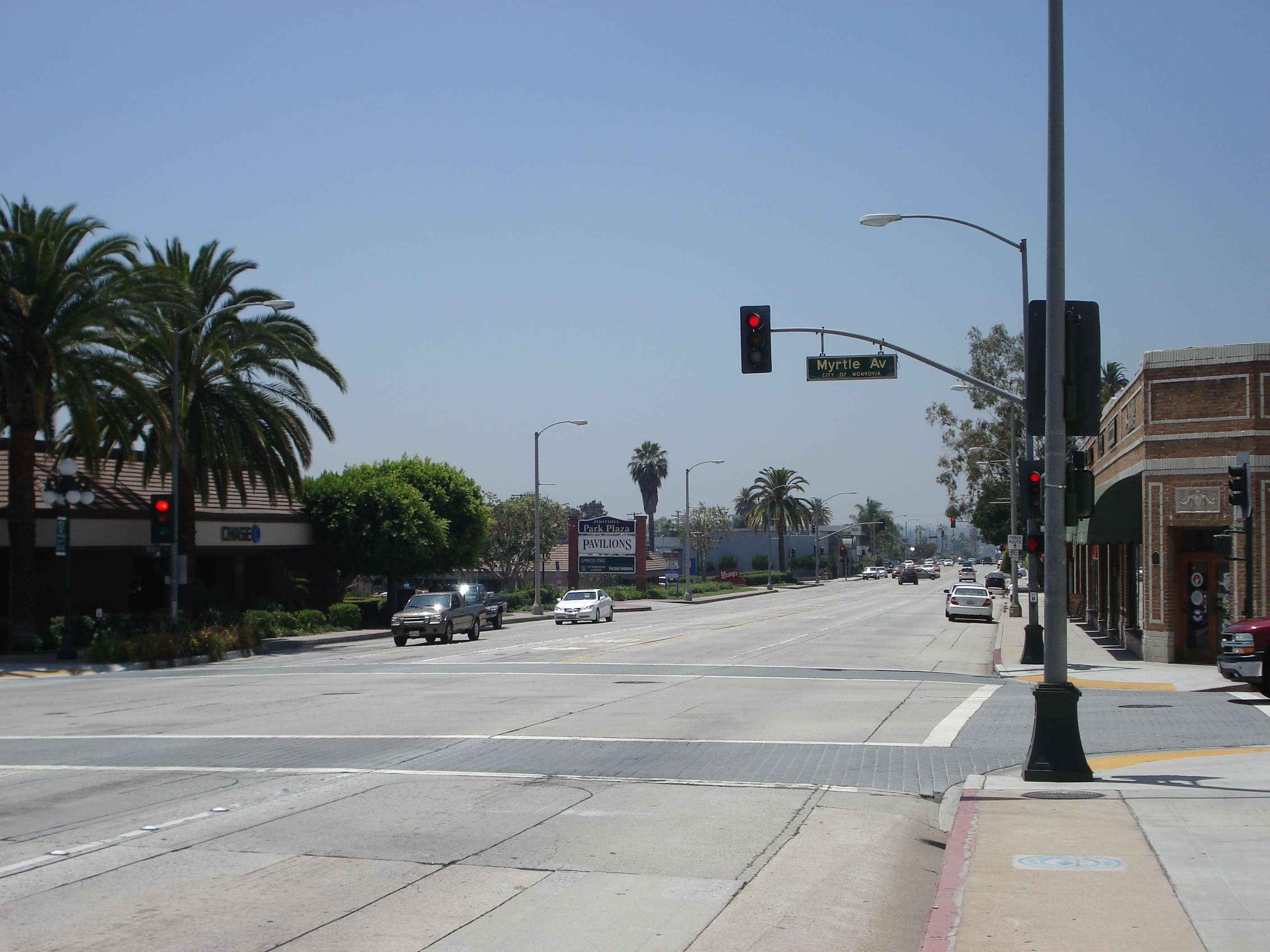
Бульвар Футхилл в Монровии

Через Монровию проходят несколько основных дорог, в том числе Футхилл Бульвар и Хантингтон Драйв. В городе так же походит Интерстейт .
В 2014 году в Монровии откроется станция лёгкого метро (Золотая линия), которая будет расположена на пересечении Миртл-авеню и Дуарте-роуд.

## Демография
По данным переписи 2000 года, население Монровии составляет 36 929 человек, 13 502 домохозяйства и 9 086 семей, проживающих в городе. Плотность населения равняется 1 037,0 чел/км². В городе 13 957 единиц жилья со средней плотностью 391,9 ед/км². Расовый состав города включает 62,92% белых, 8,67% чёрных или афроамериканцев, 0,87% коренных американцев, 7,02% азиатов, 0,13% выходцев с тихоокеанских островов, 15,61% представителей других рас и 4,77% представителей двух и более рас. 35,24% из всех рас — латиноамериканцы.
Из 13 502 домохозяйств 35,4% имеют детей в возрасте до 18 лет, 46,4% являются супружескими парами, проживающими вместе, 15,4% являются женщинами, проживающими без мужей, а 32,7% не имеют семьи. 26,0% всех домохозяйств состоят из отдельных лиц, в 8,8% домохозяйств проживают одинокие люди в возрасте 65 лет и старше. Средний размер домохозяйства составил 2,71, а средний размер семьи — 3,29.
В городе проживает 27,4% населения в возрасте до 18 лет, 8,0% от 18 до 24 лет, 34,0% от 25 до 44 лет, 20,2% от 45 до 64 лет, и 10,4% в возрасте 65 лет и старше. Средний возраст населения — 34 года. На каждые 100 женщин приходится 92,2 мужчин. На каждые 100 женщин в возрасте 18 лет и старше приходится 87,6 мужчин.
Средний доход на домашнее хозяйство составил $45 375, а средний доход на семью $49 703. Мужчины имеют средний доход в $41 039 против $32 259 у женщин. Доход на душу населения равен $21 686. Около 9,7% семей и 13,1% всего населения имеют доход ниже прожиточного уровня, в том числе 18,3% из них моложе 18 лет и 9,7% от 65 лет и старше.